# Liste der Monuments historiques in Courtelevant
Die Liste der Monuments historiques in Courtelevant führt die Monuments historiques in der französischen Gemeinde Courtelevant auf.

## Liste der Bauwerke
| Bezeichnung  | Beschreibung                      | Standort | Kennzeichnung | Schutzstatus | Datum | Bild           |
| ------------ | --------------------------------- | -------- | ------------- | ------------ | ----- | -------------- |
| Mühle Marion | Erbaut Mitte des 19. Jahrhunderts | (Lage)   | PA00101159    | Inscrit      | 1990  | weitere Bilder |

## Liste der Objekte

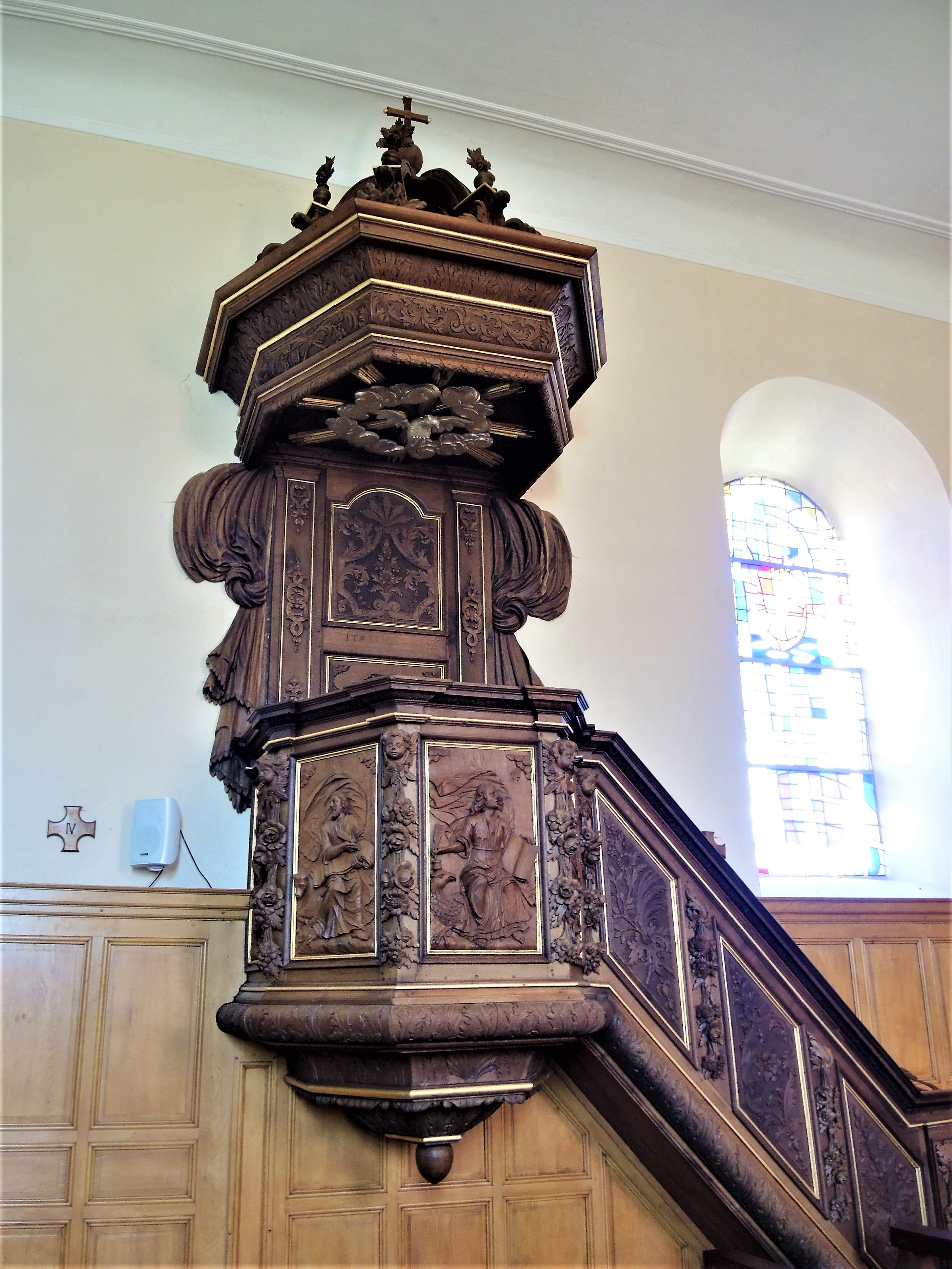
Kanzel aus dem Jahr 1727 in der Kirche St-Étienne

- Monuments historiques (Objekte) in Courtelevant in der Base Palissy des französischen Kultusministeriums